# Conrad Poirier
Pour les articles homonymes, voir Poirier (homonymie).

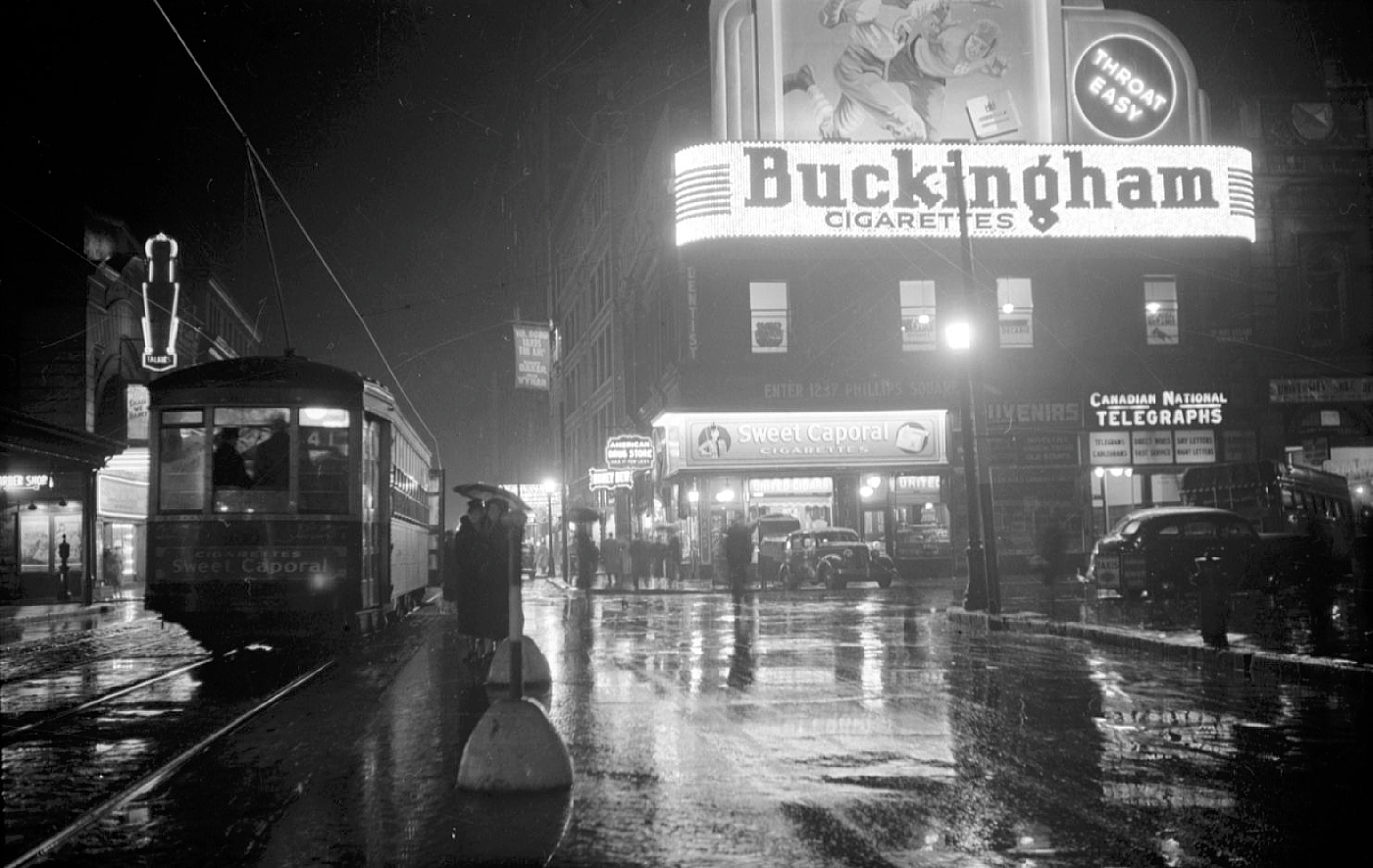
La rue Sainte-Catherine photographiée par Conrad Poirier en 1937

Conrad Poirier, né à Montréal le 17 juillet 1912 et mort le 12 janvier 1968 à Montréal-Ouest, est un photographe québécois, pionnier du photojournalisme au Québec.

## Biographie
Photographe autodidacte, Poirier commence sa carrière en 1932. En février 1933, il obtient de la Canadian School of Electricity un diplôme de radio-technicien. Il reçoit Grâce au Speed Graphic, un appareil qui utilise une pellicule 4 X 5, Poirier capte des images des événements sportifs et culturels de Montréal. De plus, il photographie de nombreuses personnalités québécoises connues de l'époque. Il est journaliste pigiste et vend ses photos aux grands quotidiens : The Gazette, Montreal Standard, La Patrie, La Presse. Ses clients se recrutent parmi une trentaine de maisons de presse tant francophones qu'anglophones au Canada.

### La ville au quotidien
Sur trente années de métier, il inscrit sur du papier argenté   le rythme de la ville de Montréal, alors à l'époque la métropole du Canada. Poirier est photographe de tous les événements mondains. Il est dans la rue, dans les gradins des arénas de hockey, au stade de Baseball, dans les meetings politiques électoraux, et ce sans les supports techniques du studio de photo. Il cadre et enregistre sur pellicule la vitalité des montréalais dans leur vie quotidienne. Les historiens d'art disent que Poirier fait de la photographie sociale avant l'heure. La vision directe de l’œuvre de Poirier documente sur l'époque.
Son œuvre est préservée dans le fonds Conrad Poirier à BAnQ Vieux-Montréal. Bibliothèque et Archives nationales du Québec conserve ainsi plus de 23 460 photographies : 22 921 négatifs sur pellicule et 539 épreuves n&b en plus de textes écrits par Poirier lui-même et des coupures de presse. Fait cocasse : vers la fin des années 1990, environ 1 000 négatifs attribués à Conrad Poirier sont retrouvés par un hasard à la Cinémathèque québécoise, ayant sans doute été égarés. À la suite de l'identification des négatifs par des spécialistes, la Cinémathèque québécoise les donne aux Archives nationales du Québec, devenue Bibliothèque et Archives nationales du Québec.

### Refus de la technique
Au cours de ses trente années de carrière photographique, Conrad Poirier n'est pas un assidu des studios et des dernières innovations techniques. Il possède sa chambre noire et utilise toujours le même appareil 4 X 5 muni d'un porte négatif unique: Poirier doit donc toujours planifier ses prises de vue. Mais il manipule avec aisance ce type d'appareil et même en devient un maître.

### Vie privée
Les historiens d'art possèdent peu d'information sur sa vie privée, si ce n'est une réputation d'excentricité. Chez lui à Montreal-ouest, il collectionne les films américains, les disques de jazz et les magazines populaires. Il construit au grenier de sa maison de Montreal-ouest, une salle de projection où il invite des amis et des collègues photographes. Grâce à son souci du classement, son œuvre photographique a pu être conservée.
Poirier semble avoir délaissé la photographie au cours des dernières années de sa vie. Souffrant d'obésité, il meurt dans la pauvreté et la misère physiologique, le 12 janvier 1968 à Montréal-Ouest, à l'âge de 55 ans. Son décès serait dû à une thrombose coronarienne athérosclérose.

## Honneurs et distinctions
Les lieux de divertissement populaire des Montréalais (le Parc Belmont, le Stade Delorimier, les foules du Forum de Montréal, les soirées au chalet de la Montagne sur le Mont Royal, les plages publiques de l'Île Sainte-Hélène et de Ville Lasalle), font l'objet de plusieurs reportages photographiques de Poirier dans lesquels il se mérite de nombreux prix: Grand prix national Canadien, Prix de la Presse Canadienne, Prix de l'association des photographes du Canada.
À l'hiver 2019, une exposition hommage au travail de Poirier est montée afin de souligner l'entrée au domaine public de son travail. Cette exposition photo est sous licence CC0 et peut donc être reprise gratuitement de par le monde. Le photojournaliste Jacques Nadeau a souligné la qualité de cette exposition.